# Louis-Philippe de Bragance
Titre
Prince héritier de Portugal
19 octobre 1889 – 1er février 1908
(18 ans, 3 mois et 13 jours)
Louis-Philippe de Bragance, prince royal de Portugal et régent de Portugal, est né le 21 mars 1887 à Santa Maria de Belém, à Lisbonne, et mort assassiné le 1er février 1908 à Praça do Comércio, à Lisbonne.
Il est le fils aîné du roi Charles Ier et de la reine Amélie d'Orléans.
Il est né en 1887 alors que son père est encore prince royal et reçoit les titres habituels des héritiers de la couronne portugaise : il devient le 4e prince de Beira et 14e duc de Barcelos, privilège de l'héritier du duché de Bragance. À la mort de son grand-père, le roi Louis Ier, il devient prince royal de Portugal, avec les titres de 21e duc de Bragance, 20e marquis de Vila Viçosa (en), 28e comte de Barcelos, 25e comte d'Ourém, 23e comte de Arraiolos, 22e comte de Neiva.
Plus tard, il est nommé commandeur de l'ordre de l'Immaculée Conception de Vila Viçosa, chevalier de l'ordre de la Jarretière et chevalier de l'ordre de la Toison d'or.

## Jeunesse

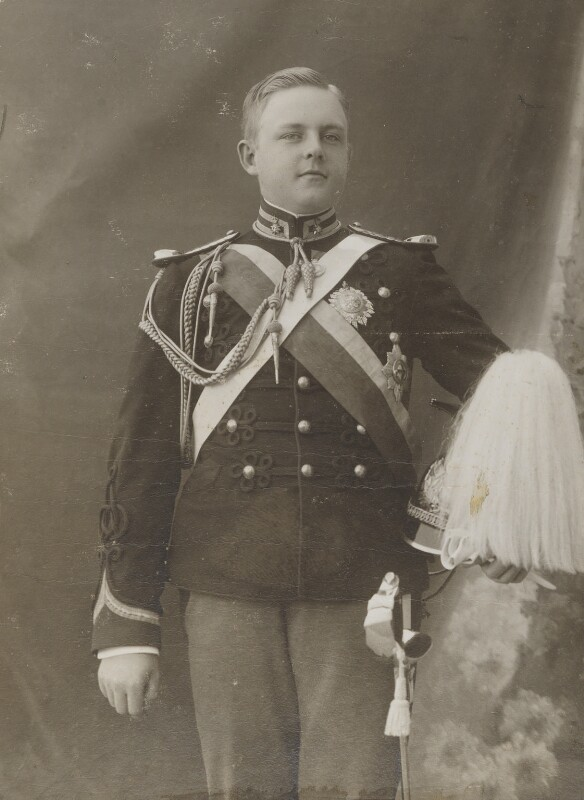
Le prince Louis-Philippe de Bragance vers 1907.

Louis-Philippe est né à Lisbonne. Il est le fils aîné de Charles, prince royal de Portugal, et de la princesse Amélie d'Orléans. Il porte d'abord les titres de prince de Beira et de duc de Barcelos, traditionnellement détenues par l'héritier du prince royal de Portugal. Deux ans plus tard, Louis-Philippe hérite de tous les titres de prince royal de son père lorsque Charles devient roi et hérite dans le même temps du duché de Bragance (21e duc), la plus grande fortune personnelle du Portugal de cette époque, qui est à la disposition de l'héritier de la couronne portugaise.
En 1907, le prince royal est régent du Royaume lorsque son père est à l'extérieur du pays. La même année, il fait une visite officielle très réussie dans les colonies portugaises d'Afrique, étant le premier membre royal à y aller.
Louis-Philippe est élève du héros de la guerre africaine Joaquim Augusto Mouzinho de Albuquerque et comme tous les Bragance, montre beaucoup d'aptitudes pour les arts, en plus de sa formation militaire.
Des négociations sont en cours pour qu'il épouse une cousine britannique, la princesse Patricia de Connaught, petite-fille de la reine Victoria du Royaume-Uni et du prince Albert de Saxe-Cobourg et Gotha et fille du prince Arthur, duc de Connaught et Strathearn, et de la duchesse née Louise-Marguerite de Prusse quand il est assassiné.

## Régicide

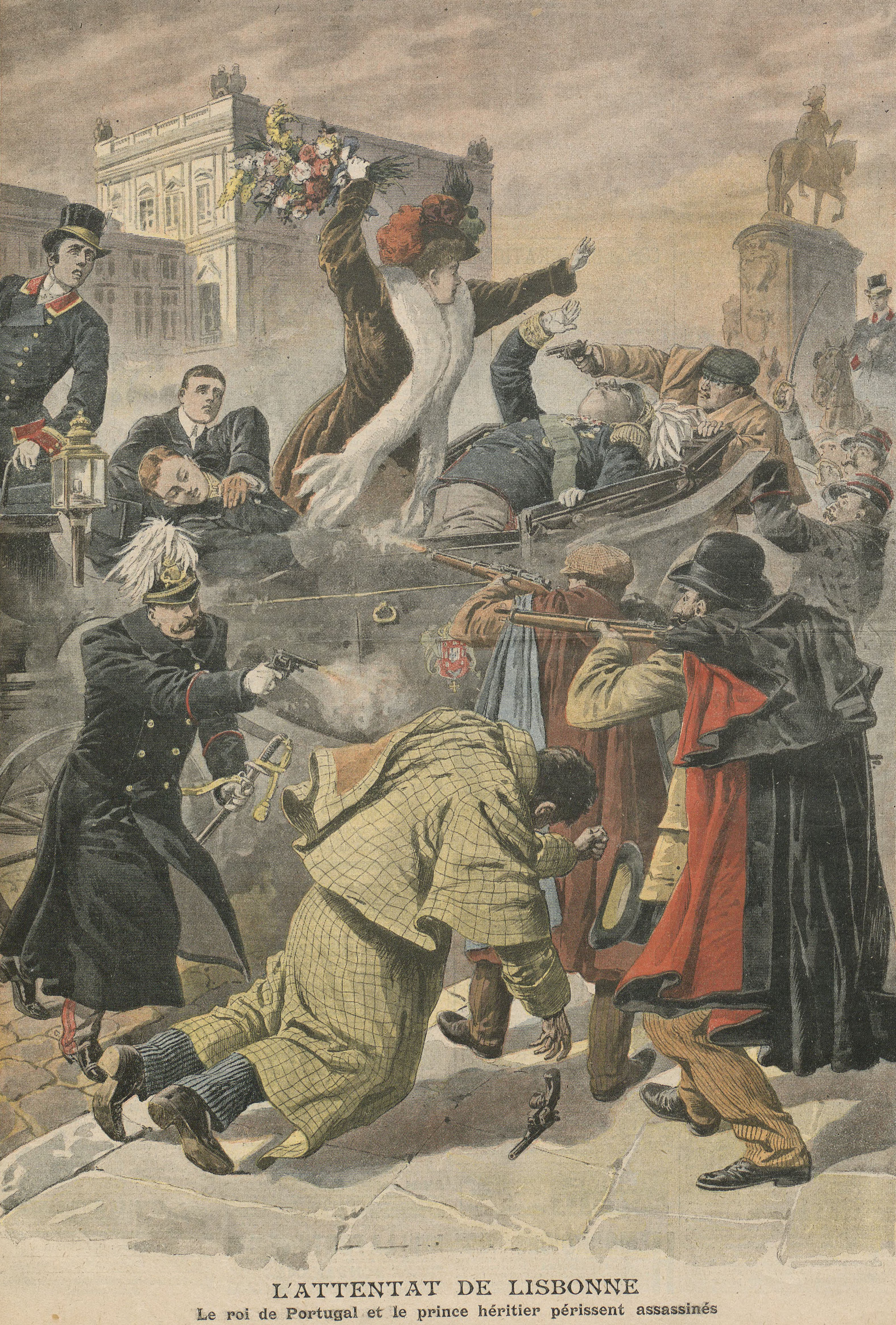
L'attentat contre la famille royale.

Le 1er février 1908, Louis-Philippe et sa famille, venant du palais de Vila Viçosa dans l'Alentejo, lieu d'origine de la maison de Bragance, sont de retour à Lisbonne.
Alfredo Costa et Manuel Buiça, deux membres d'une société révolutionnaire appelée « Carbonária » et liée au carbonarisme, tirent sur la famille royale qui rentre au palais en calèche par la place du commerce, touchant Louis-Philippe, son père, le roi Charles et son jeune frère, l'infant Manuel, duc de Beja.
Le roi Charles est mortellement touché tandis que le prince agonise pendant une vingtaine de minutes. Le prince Manuel, 18 ans, survit à l'attaque, blessé d'une balle dans le bras, tandis que sa mère, la reine Amélie s'en sort indemne. Manuel succède alors au roi Charles sous le nom de Manuel II.
Le duc de Bragance est enterré à côté de son père et de ses ancêtres dans le Panthéon royal de la dynastie de Bragance, au monastère de São Vicente de Fora, à Lisbonne. Son jeune frère, le roi Manuel II, et sa mère, la reine Amélie d'Orléans, seront enterrés à proximité.
Quelques généalogistes désignent Louis-Philippe comme roi. Néanmoins, même s'il a survécu à son père pendant vingt minutes, il ne peut être considéré comme roi car la monarchie portugaise n'a pas de règle de succession automatique. Les héritiers doivent être salués par le Parlement avant de devenir juridiquement souverains.
Le 5 octobre 1910, la monarchie est renversée par un coup d'État militaire et la Première République portugaise est créée.

## Armoiries

Armoiries de chevalier de l'ordre de la Jarretière du prince Louis-Philippe de Bragance.

Ces armoiries ne sont pas les armes de prince royal du prince Louis-Philippe, mais celles de chevalier de l'ordre de la Jarretière qui sont présentes dans la chapelle de la Jarretière de Windsor.

## Sources
- (en) Cet article est partiellement ou en totalité issu de l’article de Wikipédia en anglais intitulé « Luís Filipe, Prince Royal of Portugal » (voir la liste des auteurs).